# 우암동 (부산)
우암동(牛岩洞)은 부산광역시 남구의 행정동이자 법정동이다. 행정동 우암1~2동으로 나뉘었다가, 2013년 7월 1일에 통합되었다.

## 문화재
- 부산 우암동 소막마을 주택 - 대한민국 등록문화재 제715호